# نيكولاس هوف
نيكولاس هوف (بالإنجليزية: Nicholas Hough) هو منافس ألعاب قوى أسترالي، ولد في 20 أكتوبر 1993 في سيدني في أستراليا.

## وصلات خارجية
- نيكولاس هوف على موقع الاتحاد الدولي لألعاب القوى (الإنجليزية)
- نيكولاس هوف على موقع النتائج التاريخية لألعاب القوى الأسترالية (الإنجليزية)
- نيكولاس هوف على موقع الدوري الماسي (الإنجليزية)
- نيكولاس هوف على موقع اللجنة الأولمبية الدولية (الإنجليزية)
- نيكولاس هوف على موقع أوليمبيديا (الإنجليزية)
- نيكولاس هوف على موقع اللجنة الأولمبية الأسترالية (الإنجليزية)
- نيكولاس هوف على موقع اتحاد ألعاب الكومنولث (مؤرشف) (الإنجليزية)